# Stefan Küng
Stefan Küng (Wil, 16 de novembre de 1993) és un ciclista suís, encara que també ha representat a Liechtenstein en algunes competicions. Combina tant la pista com el ciclisme en carretera. Actualment corre a l'equip Groupama-FDJ.
Ha obtingut quatre medalles als Campionats del Món en pista, així com sis campionats nacionals de contrarellotge (2017, 2018, 2019, 2020, 2021, 2024) i un en ruta (2020). El 2020 i 2021 es proclamà Campió d'Europa en contrarellotge. També destaca la victòria a la Volta a la Comunitat Valenciana del 2021.

## Palmarès en pista
- 2011
  -  Campió d'Europa júnior en Madison (amb Théry Schir)
- 2013
  -  Campió d'Europa sub-23 en Persecució
  -  Campió d'Europa sub-23 en Persecució per equips (amb Tom Bohli, Théry Schir i Frank Pasche)
  -  Campió de Suïssa de Persecució
- 2014
  -  Campió d'Europa sub-23 en Persecució
  -  Campió d'Europa sub-23 en Persecució per equips (amb Tom Bohli, Théry Schir i Frank Pasche)
- 2015
  -  Campió del món en Persecució
  -  Campió d'Europa en Persecució

## Palmarès en ruta
- 2011
  - Vencedor d'una etapa al Tour al País de Vaud
- 2013
  - Medalla d'or als Jocs dels Petits Estats d'Europa en contrarellotge
  -  Campió de Suïssa sub-23 en contrarellotge
  - 1r al Giro del Belvedere
  - Vencedor de 2 etapes al Tour de Nova Caledònia
- 2014
  - Campió d'Europa sub-23 en ruta
  - Campió d'Europa sub-23 en Contrarellotge
  - 1r al Tour de Normandia i vencedor d'una etapa
  - 1r a la Fletxa ardenesa
- 2015
  -  Campió del món en contrarellotge per equips
  - 1r a la Volta Limburg Classic
  - Vencedor d'una etapa al Tour de Romandia
- 2017
  -  Campió de Suïssa en contrarellotge
  - Vencedor d'una etapa al Tour de Romandia
  - Vencedor d'una etapa al BinckBank Tour
- 2018
  -  Campió de Suïssa en contrarellotge
  - Vencedor d'una etapa a la Volta a Suïssa
  - Vencedor d'una etapa al BinckBank Tour
- 2019
  -  Campió de Suïssa en contrarellotge
  - 1r al Tour de Doubs
  - Vencedor d'una etapa a la Volta a l'Algarve
  - Vencedor d'una etapa al Tour de Romandia
  - Vencedor d'una etapa a la Volta a Eslovàquia
- 2020
  -  Campió d'Europa en contrarellotge
  -  Campió de Suïssa en ruta
  -  Campió de Suïssa contrarellotge
- 2021
  -  Campió d'Europa en contrarellotge
  -  Campió de Suïssa en contrarellotge
  - 1r a la Volta a la Comunitat Valenciana i vencedor d'una etapa
  - 1r a la Crono de les Nacions-Les Herbiers-Vendée
  - Vencedor d'una etapa a la Volta a Suïssa
- 2022
  - 1r al Tour de Poitou-Charentes i vencedor d'una etapa
  - 1r a la Crono de les Nacions-Les Herbiers-Vendée
- 2023
  - Vencedor d'una etapa a la Volta a l'Algarve
  - Vencedor d'una etapa a la Volta a Suïssa
- 2024
  -  Campió de Suïssa en contrarellotge
  - Vencedor d'una etapa a la Volta a Espanya
  - 1r a la Crono de les Nacions-Les Herbiers-Vendée

### Resultats al Giro d'Itàlia
- 2015. Abandona (12a etapa)
- 2016. 60è de la classificació general
- 2023. No surt (10a etapa)

### Resultats al Tour de França
- 2017. 79è de la classificació general
- 2018. 53è de la classificació general
- 2019. 96è de la classificació general
- 2020. No surt (17a etapa)
- 2021. 49è de la classificació general
- 2022. 33è de la classificació general
- 2023. 54è de la classificació general
- 2024. No surt (19a etapa)

### Resultats a la Volta a Espanya
- 2024. 39è de la classificació general. Vencedor d'una etapa